# Hispaniodirphia lemaireiana
Hispaniodirphia lemaireiana is een vlinder uit de familie nachtpauwogen (Saturniidae), onderfamilie Hemileucinae.
De wetenschappelijke naam van de soort is voor het eerst geldig gepubliceerd door Rougerie & Herbin in 2006.